# Théâtre de boulevard
Pour les articles homonymes, voir Boulevard (homonymie).

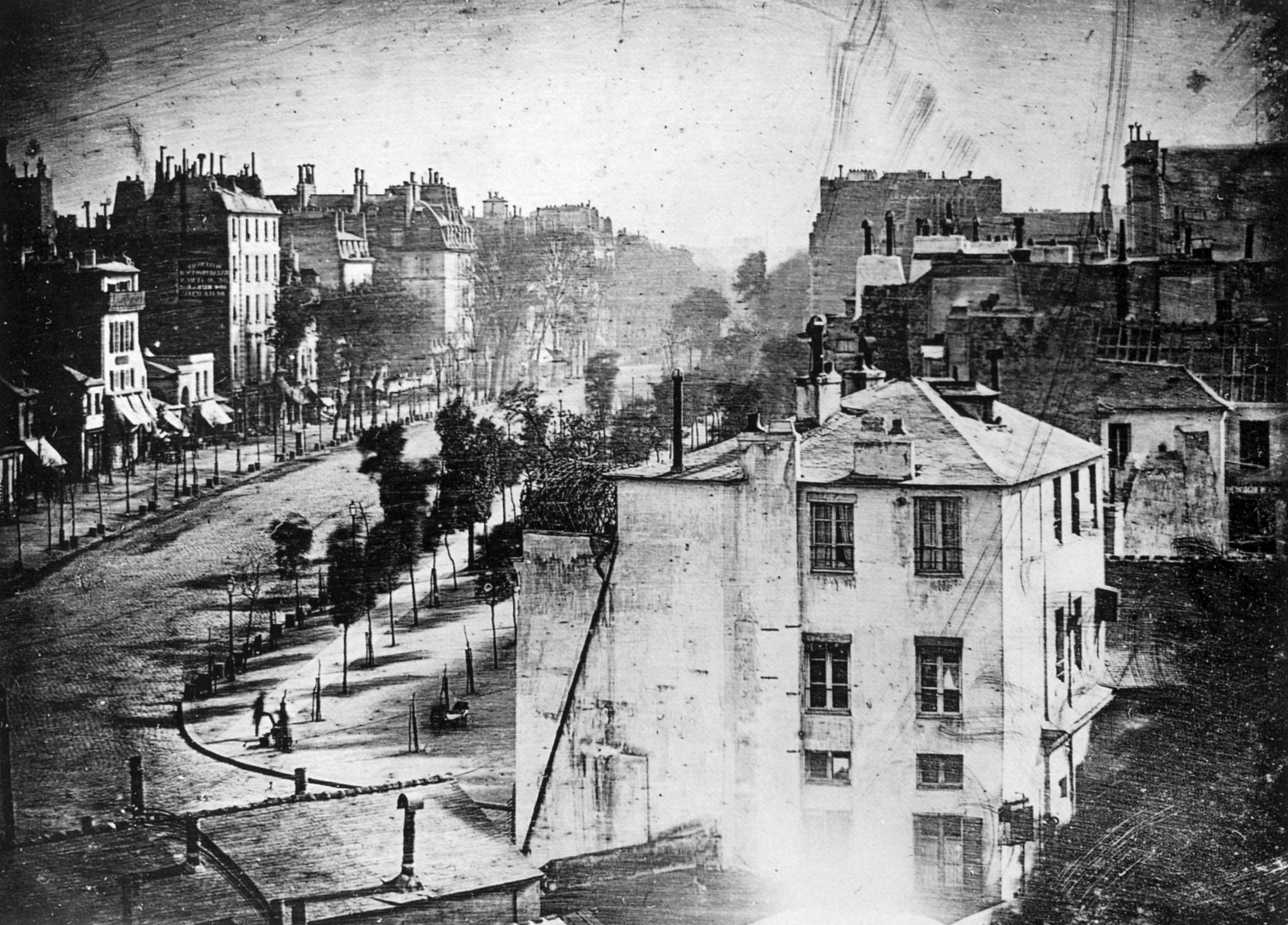
Le boulevard du Temple en 1838 (daguerréotype de Louis Daguerre).

Le théâtre de boulevard ou boulevard est une esthétique théâtrale française issue des boulevards de l'ancien Paris.

## Description
À partir de la seconde moitié du XVIIIe siècle, le théâtre bourgeois et populaire s'installe boulevard du Temple, surnommé alors « boulevard du Crime » en raison des nombreux mélodrames et histoires de meurtres qui y étaient présentés.
Outre les attractions les plus diverses (feux d'artifice, pantomimes, tours d'acrobates ou d'animaux, etc.), un répertoire dit de boulevard issu du théâtre de foire se démarque ainsi du théâtre de la haute société. Puis, à partir du Second Empire, s'y jouent des vaudevilles et comédies d'intrigue. Le théâtre de boulevard est une entreprise de pur divertissement promue par des théâtres privés, ce qui n'empêche cependant pas certains auteurs d'y introduire quelques critiques sociales. Ce théâtre de divertissement est à la fin du XIXe siècle une forme de vaudeville.
L'émission de télévision Au théâtre ce soir (1966-1985) a diffusé pendant dix-sept ans un grand nombre de pièces de ce répertoire.

## Liste d'auteurs
- Marcel Achard
- Jean Anouilh
- Émile Augier
- Marcel Aymé
- Pierre Barillet
- Henry Bataille
- Henry Becque
- Tristan Bernard
- Henri Bernstein
- Henri-Frédéric Blanc
- Alexandre Breffort
- Marc Camoletti
- Isabelle Candelier
- Alfred Capus
- Gaston Arman de Caillavet
- Jean Cocteau
- Georges Courteline
- Lucien Descaves
- Jacques Deval
- Maurice Donnay
- Françoise Dorin
- Georges Feydeau
- Robert de Flers
- Alexandre Gauthier
- Jean-Pierre Gredy
- Sacha Guitry
- Maurice Hennequin
- Albert Husson
- Eugène Labiche
- Robert Lamoureux
- Henri Lavedan
- Julien Luchaire
- Claude Magnier
- Félicien Marceau
- Isabelle Mergault
- Marcel Mithois
- Marcel Pagnol
- René Charles Guilbert de Pixérécourt
- Jean Poiret
- Georges de Porto-Riche
- Claude-André Puget
- Jules Romains
- Edmond Rostand
- André Roussin
- Armand Salacrou
- Victorien Sardou
- Jean Sarment
- Eugène Scribe
- Robert Thomas
- Francis Veber
- Pierre Veber
- Louis Verneuil
- Maurice Yvain